# MPEG
MPEG er en forkortelse for Moving Pictures Experts Group, en ISO/IEC-arbejdsgruppe til udarbejdelse af kodningsformater for digital lyd og billede.
I daglig tale, bruges MPEG dog til at mene en af de kodningsstandarder, gruppen har udarbejdet (se nedenfor). Flere af disse standarder er udgivet i et antal dele, der hver især beskriver kodningen af et specifikt aspekt af en lyd/billedestrøm. Eksempelvis beskriver del 3 af både MPEG-1 og MPEG-2 hvordan en lydstrøm er kodet, mens kodning af billedestrømmen er beskrevet i del 4 af de to standarder.
Bemærk: MPEG-standarderne beskriver med vilje ikke hvordan en strøm kodes, men beskriver i stedet hvordan en kodet strøm skal se ud, og hvordan denne skal afkodes. Dette er for at åbne mulighed for innovation inden for kodningen af lyd- og billedestrømme.
MPEG har udgivet følgende standarder:
- MPEG-1 (ISO/IEC 11172)
- MPEG-2 (ISO/IEC 13818)
- MPEG-4 (ISO/IEC 14496)
- MPEG-7 (ISO/IEC 15938)
- MPEG-21 (ISO/IEC 21000)